# 船橋市立海神中学校
船橋市立海神中学校（ふなばししりつ かいじんちゅうがっこう）は、千葉県船橋市海神四丁目にある公立中学校。通称は「海中」（かいちゅう）。

## 概観
正門を含む北北東側2/3が平らで広い部分となっている。1/6が坂。プール、テニスコートを含む南南西側1/6が坂の下となっている。

## 校章
元々は、敷地に自生していた山ゆりが校章の元素材です。　校歌に山ゆりが入っていないのは残念でしたが。　学帽があった時代は校章を頭部前面、顎紐の留め金に付けていました。　また今年から変わるようですが、詰襟の校章、夏のワイシャツのポケットに校章のプリントをつけていました。
校旗はこの山ゆりが大きく刺繍されたものが元であり、トリトンの校旗は卒業式に一つずつ泡を付けていくものでした。
伝統が失われていくのが悲しい気がしています。
同校の校旗は1948年(昭和23年)に、生徒と職員によって手作りされ、1950年(昭和25年)の第1回卒業式で掲げられて以来、受け継がれている。また卒業式では、卒業生によって校旗に星付けをするという伝統的な行事も行われている。
校旗の図案は「海神」の地名にちなみ、海神をギリシャ神話からとって、海の神ポセイドンの子、トリトンを図案化したものである。卒業式などでは校歌の他に、ポール・モーリアが日本に来た際に作曲した「トリトン」という曲があり、第2校歌として歌われている。（過去に第二校歌はなかった）

## 所在地
千葉県船橋市海神4丁目27番1号。

## 沿革
- 1947年 - 船橋市立海神中学校の名称で開校
- 1948年 - 校旗を制定

## 著名な出身者
- ワッキー（ペナルティ）
- 住吉怜奈
- 市來玲奈[2]
- 橋上秀樹

## 交通
- 東武野田線新船橋駅下車　徒歩5分

## 周辺施設
- 飛ノ台貝塚 - 当地一帯に所在し、1938年（昭和13年）以降発掘調査が行われている縄文時代の遺跡。当中学校校舎に接続する建物が船橋市飛ノ台史跡公園博物館となっており敷地を共有しているため、上履きのまま博物館に行くことができる
- イオンモール船橋

## その他

### 4校○○会
海神中、海神小、西海小、海神南小のPTAが協力して会を催す。例 : 4校PTAソフトボール大会、四校合同懇親会。
「山ゆりストラップ」といういじめをしないと署名した人が貰えるストラップがある。